# Mimpi Dreams
Mimpi Dreams je videohra od českého studia Silicon Jelly. Hra je mixem adventury, plošinovky a logické hry. Hra vyšla 3. listopadu 2015 pro iOS. Jedná se o pokračování hry Mimpi z roku 2013.

## Hratelnost
Hra nabízí velmi podobnou hratelnost jako první díl. Jedná se o plošinovku viděnou z boku, která se však mísí s adventurou a logickou hrou. Šipkami hráč ovládá Mimpiho, ale je umožněna i interakce s prostředím, podobně jako v klasické adventuře. Jednotlivé levely jsou zasazeny do různých prostředí a hráč v nich musí řešit odlišné problémy.